# Majasem (Kemangkon)
Majasem is een bestuurslaag in het regentschap Purbalingga van de provincie Midden-Java, Indonesië. Majasem telt 3094 inwoners (volkstelling 2010).